# Boris Lasarewitsch Kljusner

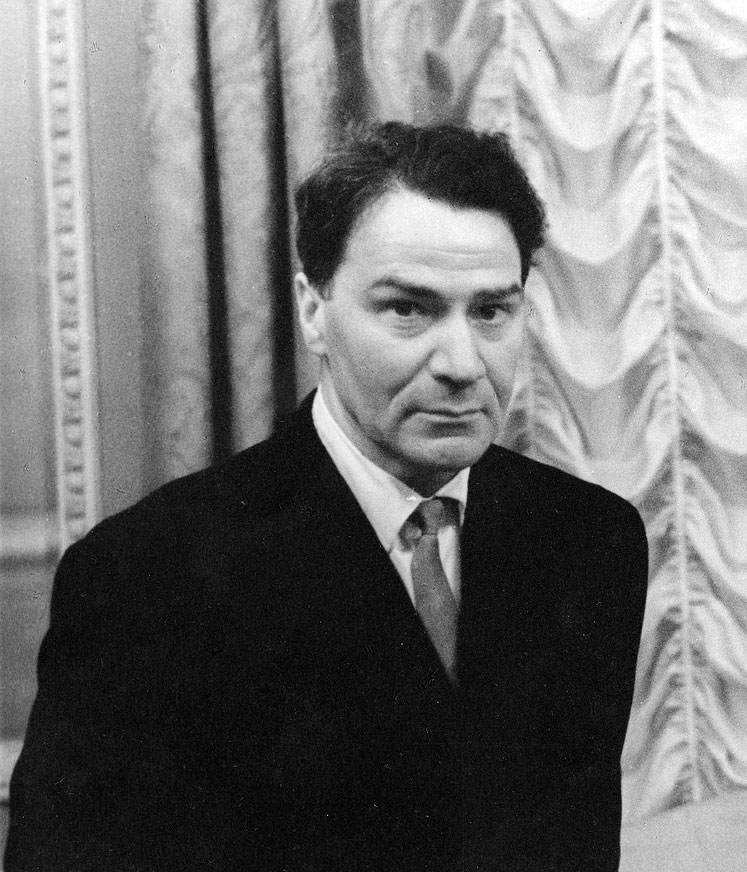
Boris Kljusner

Boris Lasarewitsch Kljusner (russisch Борис Лазаревич Клюзнер, wiss. Transliteration Boris Lazarevič Kljuzner, Schreibweise auch Kliuzner, Klyuzner, Kljuzner, Kluesner oder Klusner; * 20. Maijul. / 2. Juni 1909greg. in Astrachan; † 21. Mai 1975 in Komarowo) war ein russischer Komponist.

## Leben
Kljusner studierte von 1937 bis 1941 bei Michail Gnessin am Leningrader Konservatorium, wo er sich unter anderem mit jüdischer Musikkultur beschäftigte. Nach dem Abschluss diente er 1941 bis 1945 in der Roten Armee an der Front und gelangte so am Kriegsende nach Wien. Dank der Fürsprache von Dunajewski, Schostakowitsch und Gnessin durfte er die Armee verlassen und nach Leningrad zurückkehren, wo er in den Vorstand des dortigen Komponistenverbands gewählt wurde. 1948 weigerte er sich, an der verordneten Kampagne gegen die als Formalisten angeprangerten Kollegen um Schostakowitsch teilzunehmen. Dieser Konflikt mit der offiziellen Linie begleitete ihn weitere Jahre, 1952 drohte ihm die Inhaftierung. 1961 trat er aus dem Komponistenverband aus, ein selbst in der Tauwetter-Periode unter Chruschtschow außergewöhnlicher Vorgang. Später zog er nach Moskau. Er blieb ein streitbarer Geist. In seinem Werk finden sich trotz alledem auch Widmungen an Lenin – wie seine vierte, letzte Sinfonie, die aber gleichzeitig anklagende Elemente enthält. Musikhistoriker rechnen ihn zu den Vergessenen und „am Rande Gebliebenen“ in der Sowjetzeit. Er starb an seinem Rückzugsort, dem Stranddorf Komarowo, nordwestlich vom heutigen Sankt Petersburg.
Kljusner hinterließ Sinfonien, Konzerte, Kammermusik, Sonaten und Filmmusik. Stilistisch stand er zwischen der späten Romantik in Mahlers Tradition und einer expressiven, dissonanzreichen Moderne. In seinen Sinfonien erprobte er freie Zwölftontechniken, Cluster und genreunübliche Instrumentierungen wie Schlagzeug, Orgel und E-Gitarre. Seine 3. Sinfonie (1968), die Paradiessinfonie, durfte erst 1990 erklingen. Aufführungen seiner Werke sind äußerst selten geblieben. Im Gedenken an Kljusner entstanden die Widmungswerke In Memoriam Boris Kliuzner (1977) von Alexander Wustin nach Worten des in der Stalinzeit verbotenen Dichters Juri Olescha und das Trio To the memory of Boris Kljuzner (2000) von Sergei Slonimski.
Zu den wichtigsten Aufnahmen von Kljusners Werken zählen die Einspielungen des Violinkonzerts (1955) mit dem Solisten Michail Waiman (Hänssler Classic) und der 2. Sinfonie (1962), jeweils mit den Leningrader Philharmonikern unter Jewgeni Mrawinski (Russian Disc, The Mravinsky Collection).